# Eugenio Baresi
Eugenio Baresi (Ghedi, 20 agosto 1953) è un antiquario e politico italiano, parlamentare nella XII Legislatura.

## Biografia
Ha frequentato il Politecnico di Milano preparando la tesi in siderurgia sulla “Meccanica della frattura elastoplastica: applicazione di recenti sviluppi” non giungendo alla laurea. 
Titolare della ditta antiquaria Opposite Antico Moderno in Brescia dal 2008, è stato per anni amministratore della ditta Antichità S. Caterina con sede in Brescia dal 1989 ed anche a Milano dal 1992. Ha fatto parte dei direttivi dei sindacati degli antiquari di Brescia e di Milano, oltre che svolgere ruoli di consulenza per la Federazione degli antiquari italiani aderente alla Confcommercio.
È stato insignito, nel 1997, della Tessera d'Onore dalla Federazione Italiana Mercanti d'Arte.
Ha pubblicato numerosi scritti sulla stampa e diversi libri di carattere artistico e storico.
In seguito alla pubblicazione del volume “L'Altare della Patria, Angelo Zanelli il trionfo dell'arte giovane”, accogliendo la richiesta della Presidenza della Repubblica ha donato all'Archivio Storico della Presidenza della Repubblica un fondo di lettere, telegrammi e diplomi appartenuto allo scultore Angelo Zanelli, l'artista che realizzò il fregio dell'Altare della Patria (Giornale di Brescia, Corriere della Sera - 11 gennaio 2014).
La nuova pubblicazione "Angelo Zanelli. Un giovane artista per una giovane Nazione",  edita nell'aprile 2018, aggiornata e arricchita di numerose immagini è aperta da un messaggio del Presidente della Repubblica Sergio Mattarella (Giornale di Brescia, 15 maggio 2018 - Bresciaoggi, 17 maggio 2018).
Il volume "Ustica. Storia e Controstoria", che narra, con dovizia di documentazione, gli avvenimenti che si sono succeduti dalla drammatica sera del 27 giugno 1980, ha portato alla realizzazione di un sito internet ad esso dedicato:
http://www.disastroustica.it
Dal settembre 2019 ha aperto una pagina di approfondimento con osservazioni quotidiane sugli accadimenti:
https://www.fattiecommenti.it

## Attività politica
Delegato Provinciale del Movimento Giovanile della Democrazia Cristiana di Brescia dal 1977 al 1982, Dirigente Nazionale l'Ufficio Diritti Civili dal 1978 al 1980 ed infine Vice Segretario Nazionale dello stesso Movimento dal 1980 al 1982.
È stato consigliere dell'Amministrazione Provinciale di Brescia dal 1980 al 1985.
È stato sindaco di Ghedi dal 1986 al 1990 con una amministrazione di centro sinistra (DC- PSI) e dal 1990 al 1992 con una amministrazione DC-PCI dimettendosi in occasione dell'apertura della sua nuova attività in Milano.
Consigliere di Amministrazione della Nuova Scaini gruppo Agip dal 1991 al 1994, incarico svolto gratuitamente avendo rinunciato ad ogni emolumento.
Eletto alla Camera dei Deputati nel 1994 nel collegio 28 Ghedi con il 56,7%  sostenuto da Forza Italia, Lega Nord, Centro Cristiano Democratico e Liberaldemocratici.
Ha fatto parte della Commissione Attività Produttive, è stato capogruppo del CCD e membro dell'ufficio di presidenza nella Commissione Giustizia della Camera dei Deputati.
È stato segretario della Commissione Bicamerale di Indagine sul Terrorismo e le Stragi.
Membro della delegazione dei firmatari dell'appello sulla corte penale permanente e la moratoria sulle esecuzioni capitali del Partito Radicale nel 1994.
Nel 1996 si candida nello stesso collegio 28 per il Polo delle Libertà e senza il sostegno della Lega ottiene il 30,5 % dei voti.
Dal 1996 non ha più ricoperto alcun incarico in enti pubblici, mai avuto una consulenza, mai un emolumento.

## Opere
- La Battaglia di Solferino nel dipinto di Carlo Bossoli. S.Caterina 2006.
- Colori, linee, sentimenti. Elisabetta Kaehlbrandt Zanelli.  Opposite 2008.
- Narciso Cassino (1914-2003), scultore.  Opposite 2009.
- Giuseppe Miti Zanetti (1859-1929), incisioni. Opposite 2010.
- I vetri di Marty. Opposite 2011.
- Miscellanea. Opposite 2011.
- L'Altare della Patria, Angelo Zanelli, il trionfo dell'arte giovane. Opposite 2013.
- L'Arte, la Politica, il Principe. Opposite 2014.
- Agape Nulli Quilleri. Partigiana cattolica, convinta liberale, donna laica. Compagnia della stampa. Massetti Rodella Editori 2015.
- Ustica. Storia e Controstoria. Koinè Nuove Edizioni 2016.
- Inutile. GAM editrice 2017
- Angelo Zanelli. Un giovane artista per una giovane Nazione. Compagnia della Stampa. Massetti Rodella Editori 2018
- Nel Cielo fra i Monti, Alpini e Aviatori. (con Paolo Varriale e Davide Forlani). Compagnia della Stampa. Massetti Rodella Editori 2019